# Ernst Friedrich Brockmann
Ernst Friedrich Ludwig Brockmann (später auch Ernesto Federico; * 26. September 1920 in Hannover; † 24. September 1978 in Bosco Luganese) war ein deutscher Architekt, Bildhauer und Grafiker. Der vormalige Häftling im „KZ Eschershausen“ entwarf in den Wiederaufbaujahren große Büro-, Verwaltungs- und Messebauten und bekleidete zahlreiche Ehrenämter bis in die Spitze des Bundes Deutscher Architekten BDA.

## Leben
Ernst Brockmann besuchte das Kaiser-Wilhelm-Gymnasium in Hannover und schloss 1935 mit dem Abitur ab. Ab 1937 studierte er Architektur an der Technischen Hochschule in Hannover, dort unter anderem bei Friedrich Fischer. Während des Studiums wurde Brockmann ab 1938 Mitglied der Bauhütte zum weißen Blatt. Mitten im Zweiten Weltkrieg bestand er 1941 seine Diplom-Hauptprüfung.
Nach seinem Studium musste Brockmann jedoch nicht als Soldat an die Front: Da seine Mutter Jüdin war, stuften ihn die Nationalsozialisten als „wehrunwürdig“ ein. Die Reichskammer der bildenden Künste untersagte Brockmann aber auch jegliche selbständige berufliche Betätigung. Brockmann fand jedoch 1942 eine Anstellung als Angestellter bei dem Architekten Hans List, wo er Innenarchitektur und Möbel entwarf, um dann bis zum 1. Januar 1945 Anstellung bei dem Architekten Ernst Zinsser zu finden. Schließlich wurde Brockmann im KZ Eschershausen interniert.
Nach der Befreiung der Stadt Hannover durch die Alliierten machte er sich – während in Berlin noch gekämpft wurde – am 1. Mai 1945 selbständig. In der durch die Luftangriffe auf Hannover großflächig zerstörten Stadt begann er 1946 mit der Einrichtung des Thalia-Theaters im Ernst-Winter-Saal der HANOMAG.
1947 bewarb sich Brockmann in einem beschränkten Wettbewerb um einen Neubau für das im Krieg zerstörte Café Kröpcke. Teilnehmer des Wettbewerbs waren die ebenfalls freischaffenden Architekten Dieter Oesterlen, Adolf Falke, Ernst Zinsser, Professor Otto Fiederling sowie die Bauräte Hans Bettex und Zenker und Oberbaurat Dr. Kleffner. 1948 erhielt der Entwurf von Oesterlen den Zuschlag für das „Café am Kröpcke“, das in den darauf folgenden Jahren wieder zum Treffpunkt der Kulturschaffenden in Hannover werden sollte.

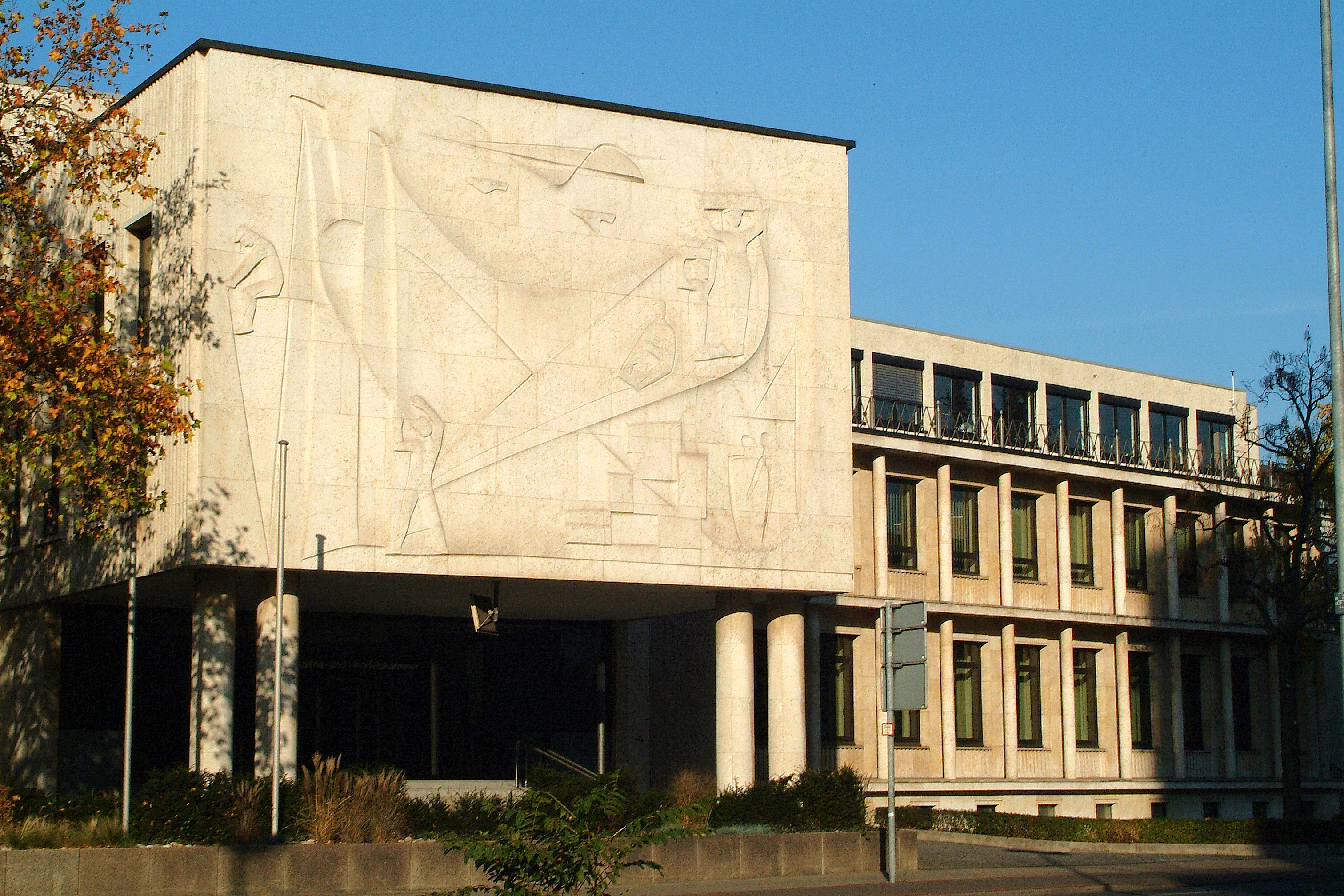
Gebäude der IHK Hannover, Bauabschnitt am Schiffgraben (Relief von Kurt Lehmann)

1947 wurde Brockmann als Mitglied im Bund Deutscher Architekten aufgenommen, in dem er ab 1955 bis 1967 zahlreiche Ehrenämter bekleidete: Ein Jahr lang war er Vorsitzender des Bezirks Hannover, neun Jahre Vorsitzender des Landesverbandes Niedersachsen und zwei Jahre bis 1967 Vizepräsident des BDA auf Bundesebene. Parallel war er von 1955 bis 1964 Mitglied des Sachverständigen-(Baupflege-)Beirats der Stadt Hannover sowie Vertreter des BDA im Bauausschuss des Rates der Stadt. In dieser Funktion kam es 1961 hinsichtlich des Baus des Schauspielhauses zu Auseinandersetzungen, ja fast zu einem Zerwürfnis zwischen Brockmann als BDA-Vertreter und dem Stadtbaurat Rudolf Hillebrecht.
Neben seinen Ehrenämtern und den zahlreichen Arbeiten aus seiner selbständigen Architektentätigkeit nahm Ernst Brockmann mit eigenen Beiträgen erfolgreich an Wettbewerben teil, aber auch selbst Gutachter- und Preisrichteraufgaben wahr.
Im Alter von 47 Jahren zog sich Brockmann 1967 aus gesundheitlichen Gründen aus seinen beruflichen Tätigkeiten zurück. 1970 wurde Brockmanns Architekturbüro in die „Dipl.-Ing. Brockmann Baukontor KG“ umgewandelt. Seine letzten Lebensjahre verbrachte Brockmann im Tessin, wo er unter dem Künstlernamen „Ernesto Frederico“ als Bildhauer wirkte.

## Auszeichnungen
- 1954 wurde Ernst Brockmann für den Bau der Europahalle, die er 1950 gemeinsam mit Gerd Lichtenhahn auf der (heutigen) Messe Hannover errichtet hatte, mit dem Laves-Preis geehrt.[4]

## Werk
Ernst Friedrich Brockmann entwarf unter anderem Industriedesign, Möbel und Messestände sowie Läden, diverse Wohn-, Geschäfts- und Gewerbebauten. In den Wiederaufbaujahren schuf er neben Gebäuden für die (heutige) Hannover Messe insbesondere auch große Büro- und Verwaltungsbauten für Versicherungen und Kammern.

### Gebäude in Hannover und Langenhagen

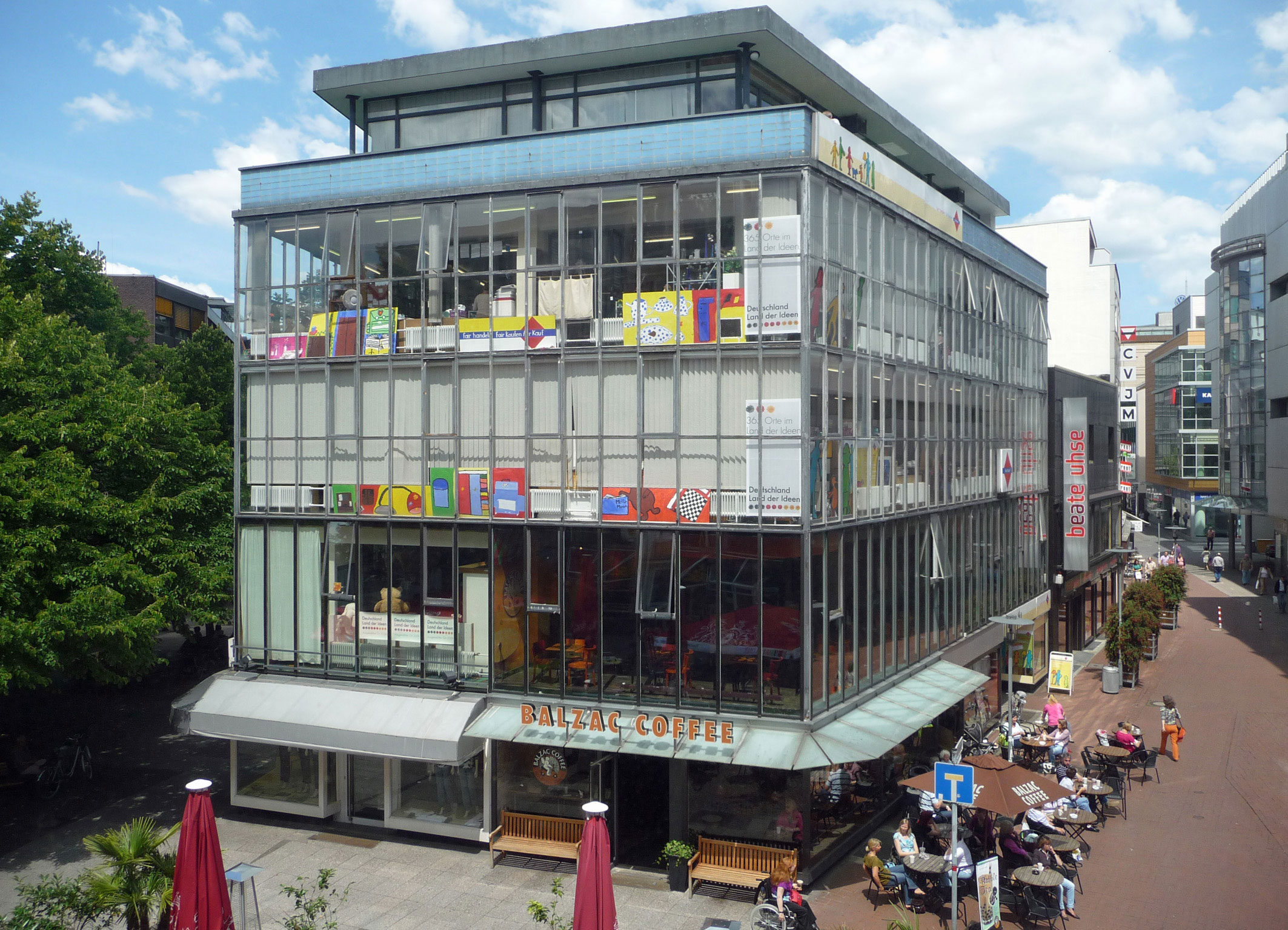
Möbelhaus Borsum von 1956, heute genutzt vom Sozialkaufhaus Fairkauf

- 1946: Thalia-Theater (Ernst-Winter-Saal der Hanomag)[1]
- 1947/48: Geschäftshaus Erdmann,[1] Große Packhofstraße[9], Hausnummer 34 (heute stark verändert)[4]
- 1948: Wiederaufbau und Neugestaltung der St. Heinrich-Kirche, Sallstraße 72[10]
- 1948/49: Grenzburg-Lichtspiele[1]
- 1948–1951: Geschäftshaus Lomnitz, Georgstraße 18;[10]
- 1950:
  - Glashalle an der Stadthalle sowie das Ausstellungscafé „Oase“ für die Bundesgartenschau 1951[1]
  - mit Gerd Lichtenhahn: Europahalle auf dem Messegelände[4]
- 1950: Industrie- und Handelskammer Hannover IHK am Schiffgraben 49[11]
- 1952/53: eigenes Wohn- und Bürohaus in der Jungfernstraße 9[4]
- 1953: Wohnhochhaus am Schwarzen Bär, Falkenstraße 1[10]
- (ehemaliges) Reformhaus Schmelz. Karmarschstraße 16[11]
- 1954: Erweiterungsbau der IHK entlang des Schiffgrabens,[11] Hausnummer 49[10]
- 1954/55:
  - Geschäftshaus Lommitz. Georgstraße 18[4]
  - Geschäftshaus Beckmann. Georgstraße 48[4]
  - Gebäude der Nürnberger Lebensversicherung, Schiffgraben 47[4]
  - Wohnhaus Marienstraße 105/107[10]
- 1955/56: Geschäftshaus mit Ernst-August-Markthalle (früher: City-Passage), Ecke Bahnhofstraße 8/Ernst-August-Platz[11]
- 1956/57: Möbelhaus Borsum in der Limburgstraße 1[4] später Sitz des Sozialkaufhauses Fairkauf[10]
- 1957: Kaufmännische Krankenkasse Halle, Leibnizufer 13–15 (heute verändert)[4]
- 1958 (mit den Architekten Lichtenhahn, Fr. Hüper und E. Teerling): Leuchtenhochhaus und Elektrohalle auf dem Messegelände[4]
- 1959:
  - Raiffeisenhaus, Ecke Kaiserallee/Hindenburgstraße[4]
  - Wohnhaus Ludwig-Bruns-Straße 10, 12, 14[10]
- 1959: Wohnhaus Plathnerstraße 42[10]
- 1959/60:
  - Concordia Lebensversicherungs AG, Ecke Friedrichswall/Osterstraße[4]
  - Wohnbebauung der Mehmel AG, Meierwiesen 2, 2B, 2C, 3, 4, 4A, 4B und 6[10]
- 1960:
  - Bau der Volkswohl Krankenversicherung, Lavesstraße 6  Ecke Schiffgraben[10]
  - Brüder-Grimm-Schule, Constantinstraße 63[10]
- 1960/61: Möbelhaus Böhme (Hängekonstruktion),[1] Hamburger Allee 12–16 (heute verändert);[4] Möbel Boehme (später: Möbel Unger) war das erste Gebäude, das im Zuge eines neuen städtebaulichen Konzeptes für die Raschplatztangente errichtet wurde.[12]

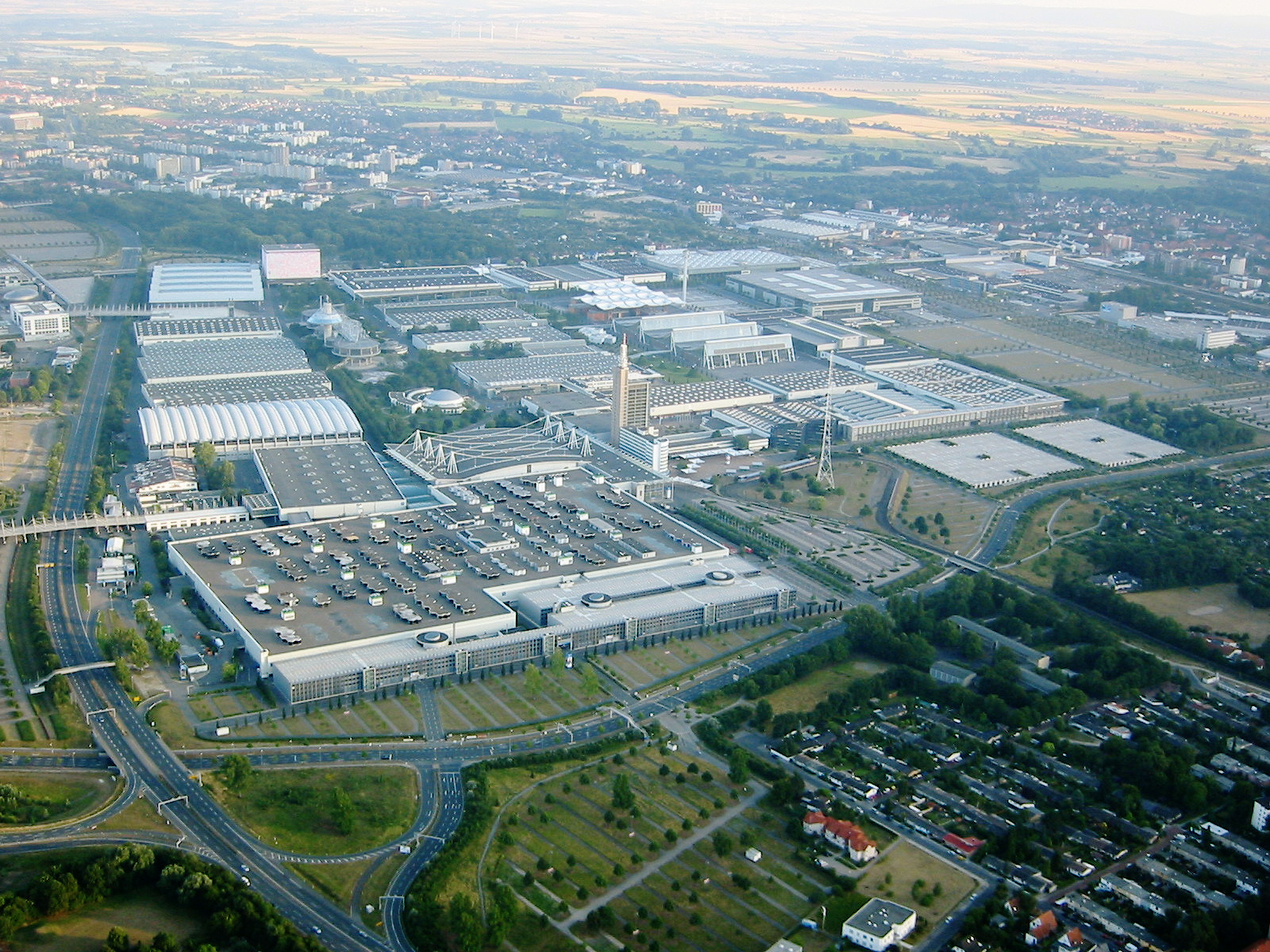
Luftaufnahme des Messegeländes, im Vordergrund die CeBIT-Halle

- 1961: Deutscher Lloyd, Berliner Allee 9–11[4]
- 1961/62: Wohnhochhaus Heyne/Lütge, Kurt-Schumacher-Allee 43/45 in Langenhagen
- 1964:
  - Provinzial Lebensversicherung, Berliner Allee 13–15 Ecke Heinrichstraße[10]
  - Erste Allgemeine Versicherung, Thielenplatz 3[4]
- 1964/65: Arzneimittel Großhandel und Fabrikation Hageda, Am Bokemahle 14;[10], später Sitz vom Stadtarchiv Hannover
- 1965/67: Ärztekammer Niedersachsen, Berliner Allee 20 (heute verändert)[4]
- 1966: Haus Schrader, Marktstraße 43/45[10]
- 1966/67: Württembergische Feuerversicherung, Königstraße 44[10] Ecke Berliner Allee
- 1966–1968: Victoria Lebensversicherungs-AG, Am Klagesmarkt 12[10] EckeArndtstraße
- 1969/70: CeBIT-Halle[1]

als Büro Brockmann & Decker:
- 1971: Bürohaus, Tannenbergallee 6[10]
- 1971–1973: Bürohaus Bödekerstraße 13[10]
- 1972/72: Wohnhaus Mars-La-Tour-Straße 6[10]
- 1972–1975: Wohnanlage in Langenhagen; Söseweg 6 und Sollingweg 73[10]
- 1972–1976: Wohnanlage Limmerstraße; im Carré Limmerstraße, Mathildenstraße, Pavillonstraße und Fortunastraße[10]
- 1973/74: Gartenhofhäuser in Langenhagen: Eckerweg 1, 3 und 5[10]
- 1974–1976: Geschäftshaus Limburgstraße; zwischen Limburgstraße, Heiligerstraße und Schmiedestraße[10]
- 1976–1978: Ärztezentrum List, Celler Straße 79[10]
- 1978/79: Gewerbezentrum Langenhagen, Söseweg 5[10]
- 1979–1981: Ärztehaus, Hildesheimer Straße 102/104[10]
- 1980–1982: Wohnanlage Tiergartenstraße 129/129A[10]

Zu Lebzeiten hatte Brockmann ein ehemaliges Handelshaus in der Südstadt zu Archivzwecken umgebaut; das Stadtarchiv Hannover bezog 1992 dieses Gebäude Am Bokemahle.

### Gebäude in weiteren Städten

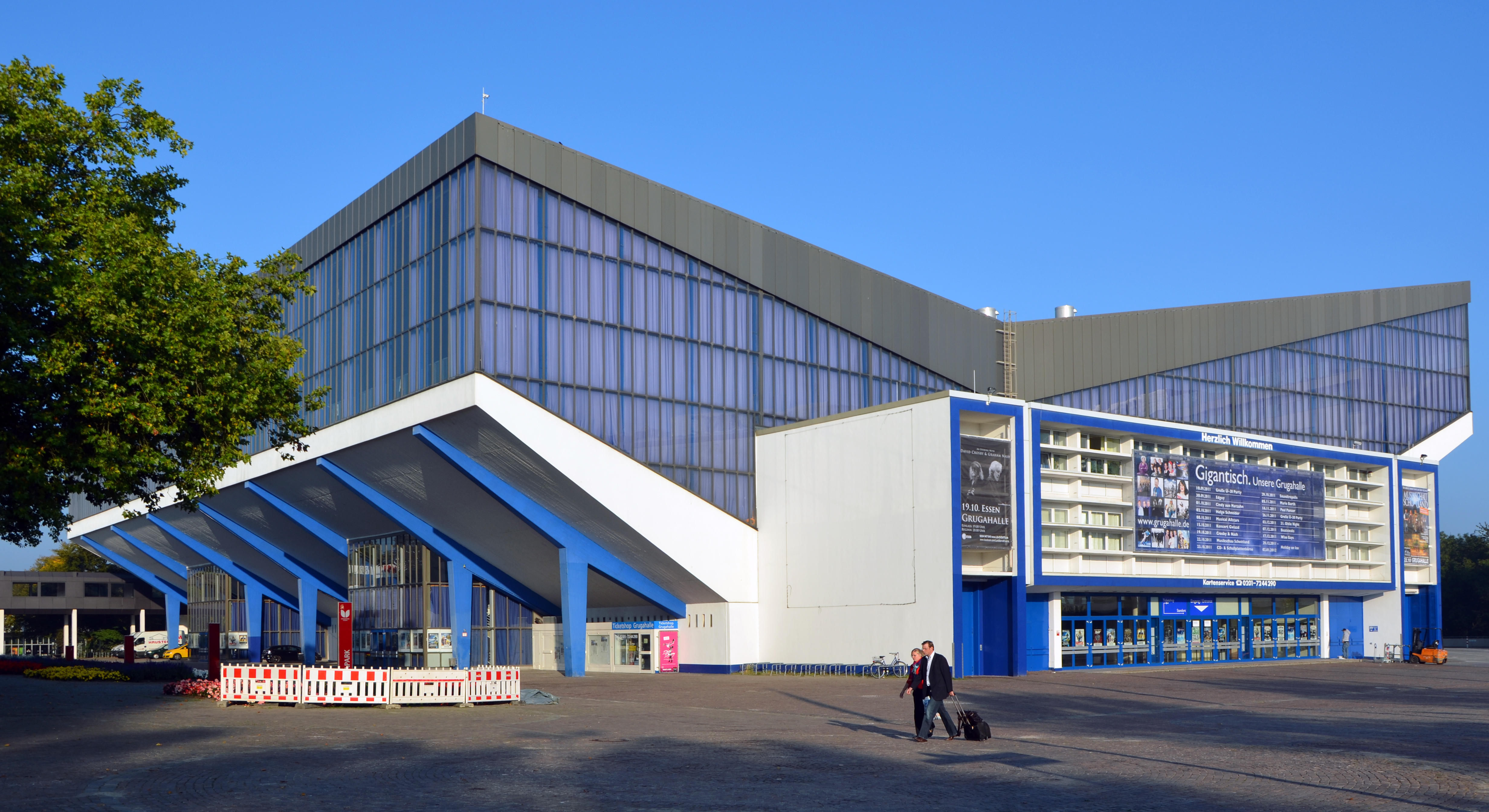
Die Grugahalle in Essen von 1956

- 1956, gemeinsam mit Gerd Lichtenhahn:
  - Grugahalle in Essen[1]
  - Kleiderfabrik Odermark in Goslar[4]

### Schriften
- Brockmann 1945–1970. 1970
- Entwürfe und Pläne 1970–1980, hrsg. von Brockmann & Decker, 1980

### Kataloge
- E. F. L. Brockmann. Ausstellungskatalog, Galerie Wolfgang Gurlitt, München o. J. (1966)
- E. F. Brockmann. Ausstellungskatalog der Galerie KUBUS, Stadtverwaltung Hannover, 1968
- Ernesto Federico / Commedia dell'arte, Steintor-Verlag Jüdes (Burgdorf), Galerie Meiborssen (Meiborssen/Vahlbruch), 1978